# Barma

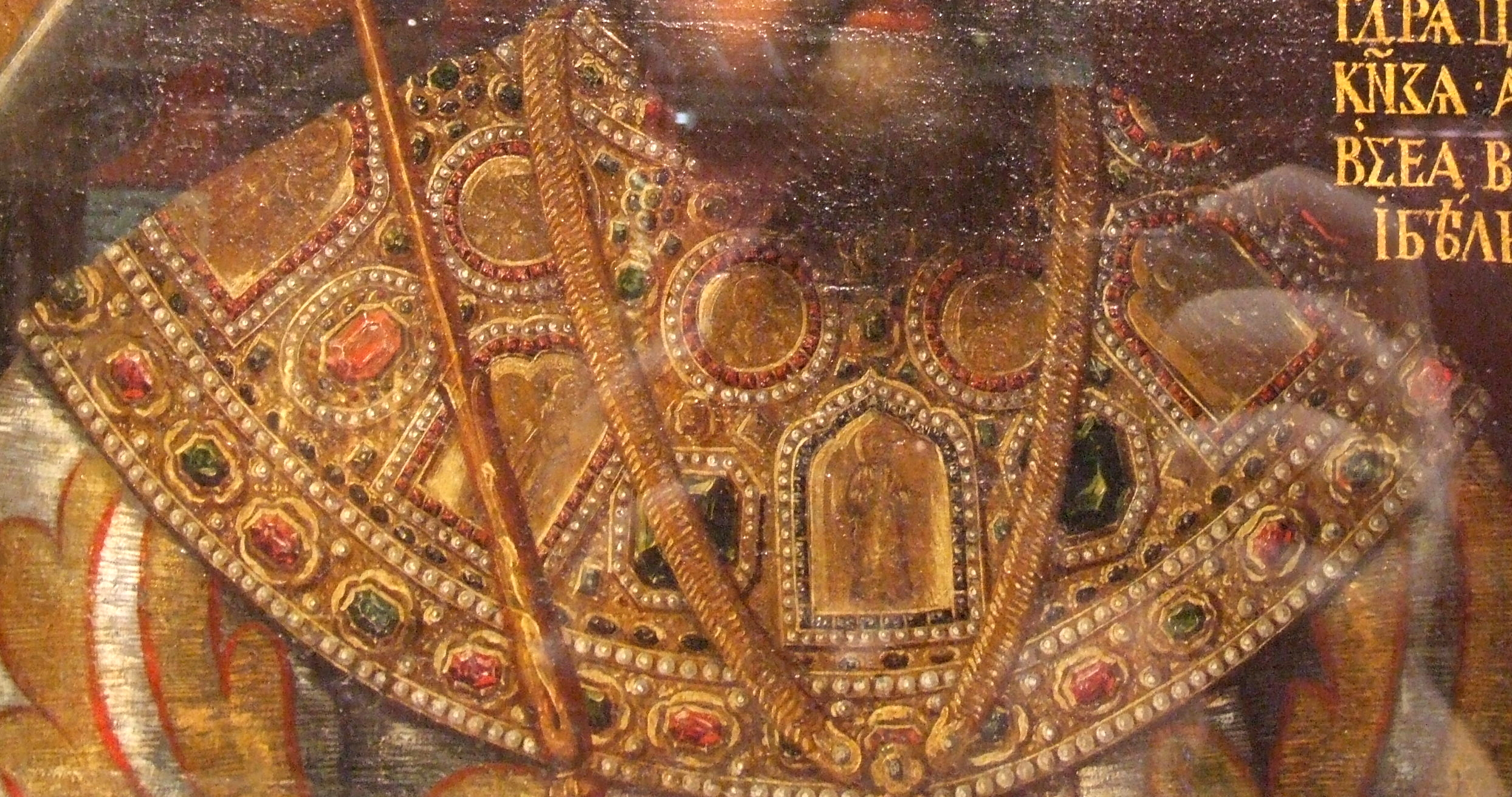
El zar Alejo I con una barma bordada (detalle)

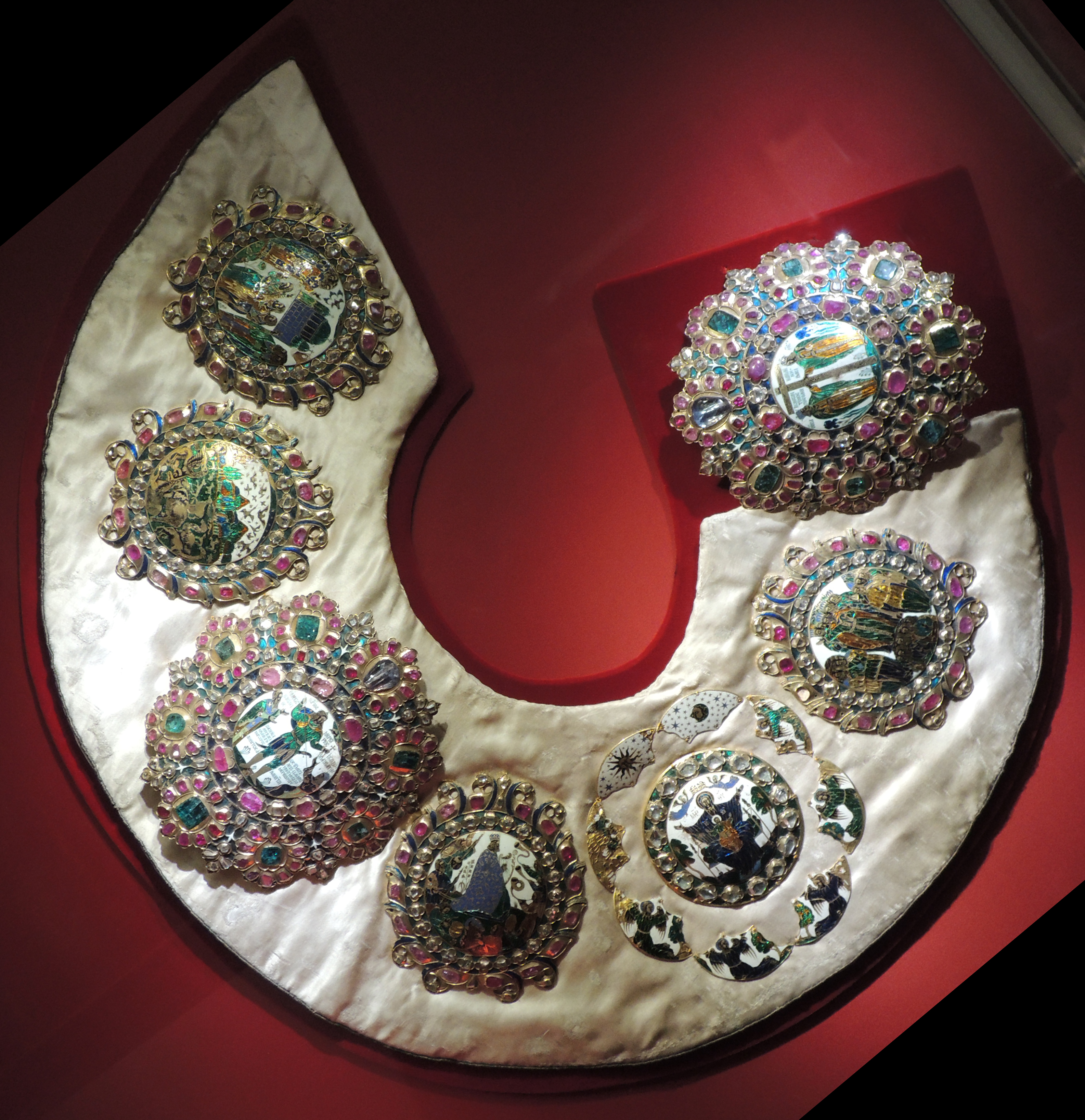
Barma del zar Alejo I

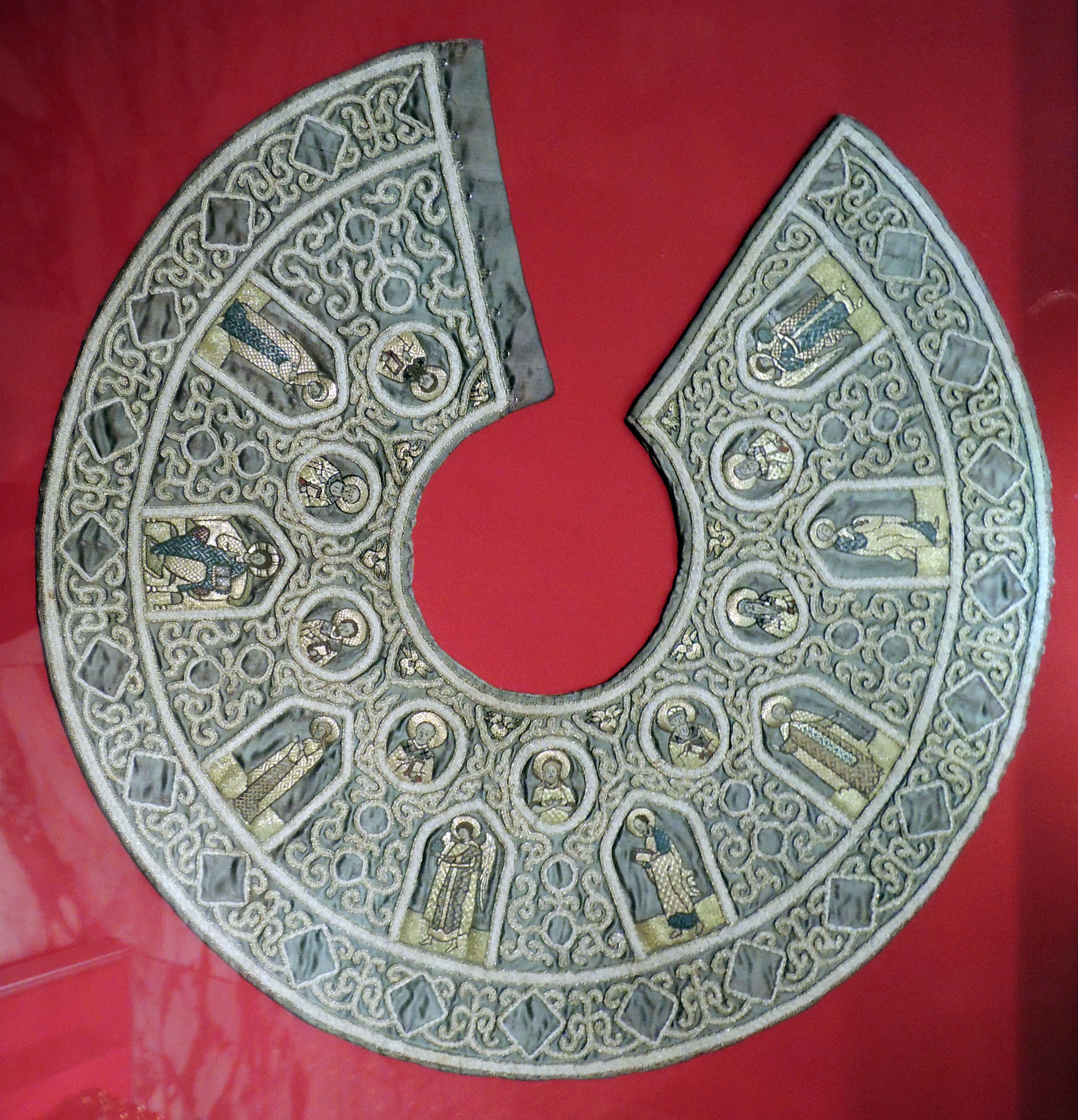
Barma del zar Miguel I

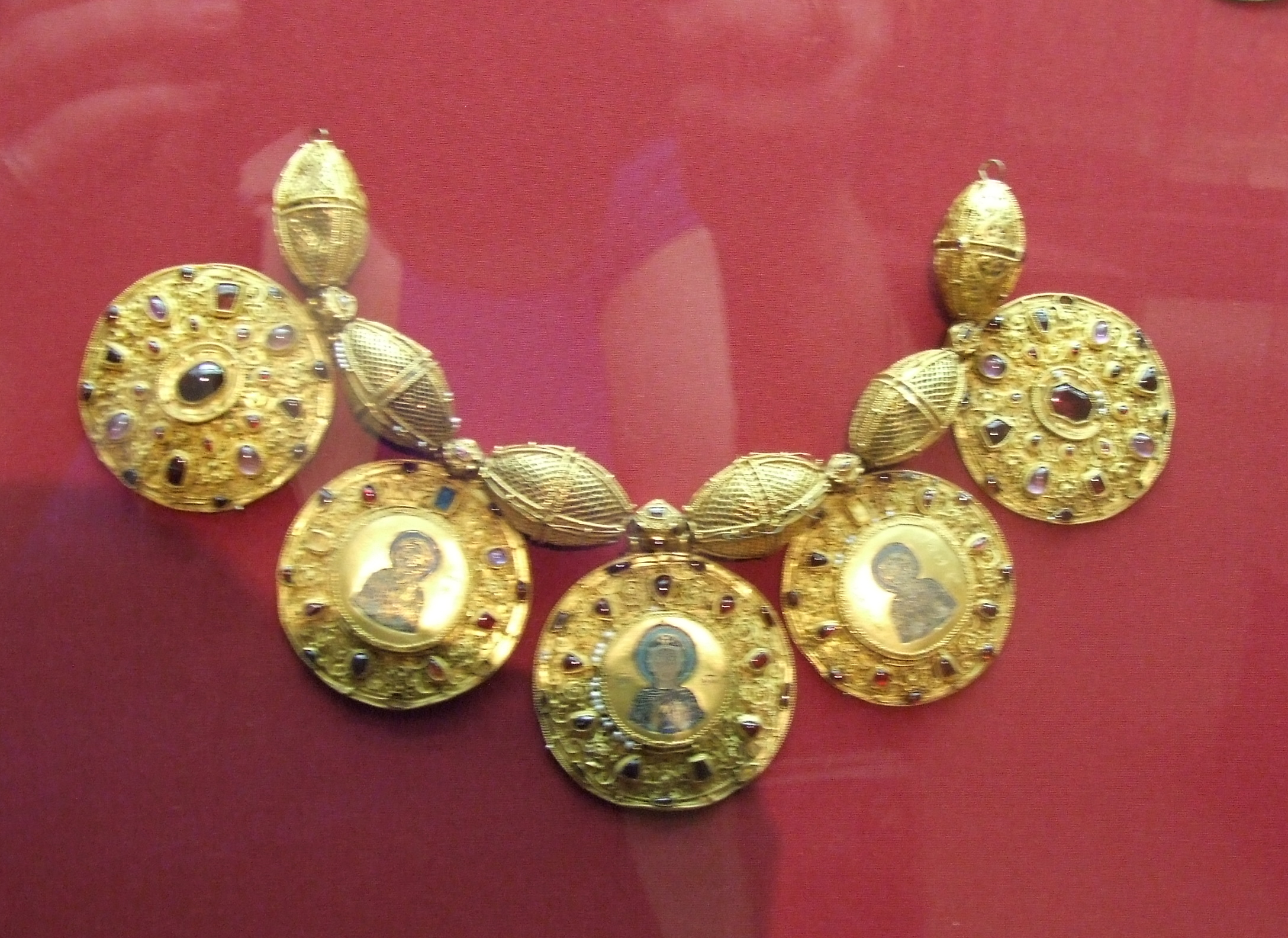
Collar de barmas del, encontrado en 1822 en la antigua Riazán (armería del Kremlin)

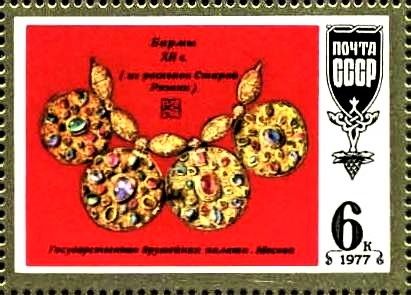
El collar de barmas del, de las excavaciones de la antigua Riazán, representadas en un sello de correos de 1977 de la URSS.

Una Barma  es una especie de manto corto, cuello redondo ancho (o collar los más simples sin tela) de uso altededor del torso y espalda y sobre los hombros, con piezas metálicas (de oro) con imágenes de naturaleza religiosa y piedras preciosas cosidas a él y usadas sobre un vestido formal; que formaban parte de la ropa principesca ceremonial y, desde finales del siglo XV, del gran ducado, y luego de los atavíos imperiales.
A principios del siglo XIV, por alguna razón, se comenzó a usar la palabra barma para designar a estas prendas, que proveniente del antiguo polaco brama (decoraciones en los brazos o piernas de una mujer).

## Historia
Son un antiguo análogo ruso de los loros imperiales de la tradición bizantina. Las barmas hechas de piezas metálicas redondas, atadas con cuerdas y decoradas con piedras preciosas y esmaltes, aparecieron en Bizancio, donde se incluyeron en la vestimenta ceremonial de los emperadores. En los antiguos inventarios del Gran Tesoro real, las barmas también se denominan «tiaras».
La palabra manto es más antigua que la palabra barma,  que apareció un poco más tarde, pero inicialmente ambas tenían el mismo significado.
El manto y la barma no deben confundirse con el antiguo collar ruso, llamado «ожерелье» (un elegante collar de raso o terciopelo, brocado bordado con perlas o piedras preciosas, sujeto a un caftán, abrigo de piel, etc.), ya que las barmas no eran solo una prenda de vestir, sino una insignia de poder dada por Dios, una especie de vestimenta casi eclesiástica para el culto o una boda real, y por eso suelen representar temas religiosos.

## Atávio Imperial ruso
Según la leyenda, fueron enviados por primera vez a Rusia desde Bizancio por el emperador Alejo I Comneno para Vladimir II Monómaco. La leyenda sobre los regalos del emperador bizantino Constantino IX, la barma y el gorro de Monómaco, se refleja en el «Cuento de los príncipes de Vladimir» (siglo XVI), así como en relieves e inscripciones (1551) en el lugar real de la Catedral de la Dormición del Kremlin de Moscú: vistió al gran príncipe con una barma sagrada y una corona real.
Sin embargo, la primera mención sobre ellas se encuentra en 1216 e informa de que el «manto», bordado con oro, es usado por todos los príncipes. La primera mención de una barma se encuentra en 1328 en la carta espiritual del Gran Príncipe Iván I sobre la transferencia de propiedades (incluidas las barmas) por herencia al hijo mayor. La información sobre barmas principescas heredadas por hijos se encuentra repetidamente en las crónicas rusas de 1339, 1358, 1389. Como objetos de coronación, se mencionaron por primera vez en 1498, junto con la corona (aparentemente, el gorro de Monómaco) fueron llevadas por el príncipe Dmitry Vnuk durante su entronización, que tuvo lugar por primera vez en el historia de Rusia en 1498 en la Catedral de la Dormición del Kremlin de Moscú.
En los siglos XVI y XVII, se redactaron detallados ritos de bodas reales de los zares rusos, que determinaron el procedimiento para transferir y colocar sobre el soberano una barma, una corona, una cruz, un cetro y orbes incluidos en el llamado «gran conjunto», destinado a una boda real. Desde mediados del siglo XVI hasta principios del siglo XVIII, los príncipes y zares rusos usaban las barmas en su coronación y durante las salidas solemnes.
Antes de la boda real, las barmas se sacaban del almacén de atavíos imperiales y se llevaban a la Catedral de la Dormición donde se dejaban en una bandeja de oro en el altar. Durante la boda, después de colocar la cruz pectoral sobre el zar, el arzobispo metropolitano enviaba a buscar las barmas al altar a dos archimandritas y al abad, que se las entregaban a los obispos que servían las barmas al obispo metropolitano. Después de tres reverencias y un beso, el obispo metropolitano, marcando al rey con las barmas, se las colocaba sobre él, bendiciéndolo con una cruz. Después de colocadas, se imponía la corona.
No se han conservado las barmas de Iván I e Iván III. En la armería del Kremlin se conservan las barmas del Zar Alejo I, realizadas en 1662 por su orden en Constantinopla: un amplio cuello redondo de seda blanca, al que se adjuntan siete medallones de esmalte dorado con las siguientes imágenes en ellos: La Boda de la Santísima Theotokos, El Hallazgo de la Cruz por los Santos Constantino y Elena, San Basilio el Grande y San Mercurio matando al diablillo, Julián Cantando Salmos del Rey David, Creación del Mundo, Reyes, Apóstoles, Justos, Descenso del Espíritu Santo. Cada medallón está enmarcado por un amplio marco tachonado de piedras preciosas: rubíes, esmeraldas, diamantes encastados en oro e incrustaciones con esmalte policromado.

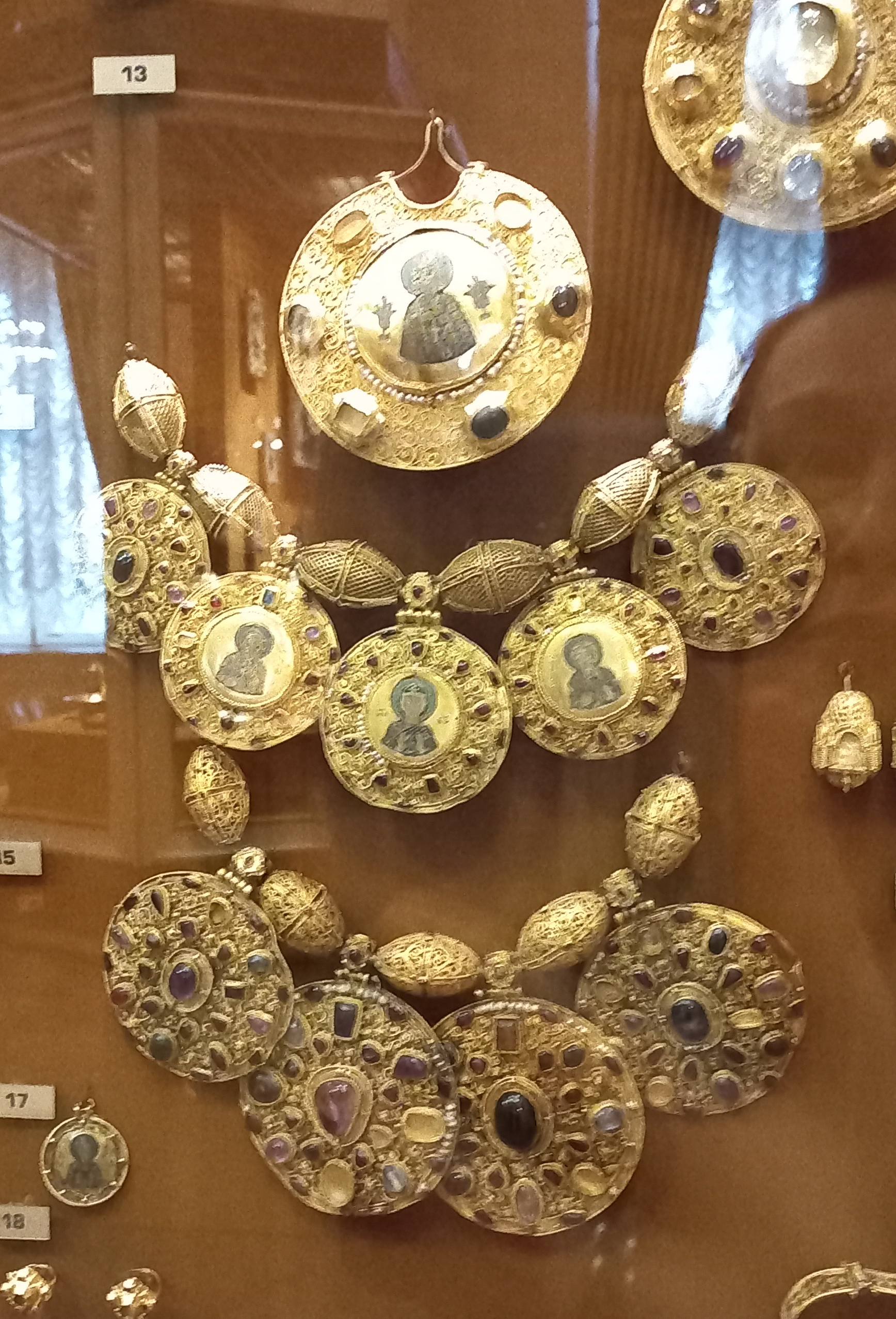
Barma expuesta en la armería del Kremlin.

Las barmas más antiguas del siglo XII se encontraron en 1822, por campesinos de Efimov, enterradas debido a la invasión mongol-tártara, cerca de la antigua ciudad de Riazán, en el llamado tesoro de Riazán y ahora se encuentran en la armería del Kremlin de Moscú. Se desconoce a quién pertenecía. El tesoro contenía no solo barmas del gran ducado (signo de dignidad principesca y real), sino también kolts (colgantes unidos a un tocado), aretes, anillos y brazaletes típicos de la escuela de artesanos de la antigua Riazán. No se encontraron cosas similares en ninguna otra ciudad rusa. Y en 1851, cerca de Súzdal, los arqueólogos encontraron otro tesoro con barmas del siglo XII - principios del XIII, que se conocen como «mantos de Súzdal». Consta de seis medallones de plata dorada decorados con niel y grabados y 12 cuentas de plata ornamentadas con finísimas flores y filigrana.

### Lista
En armería del Kremlin (según Solntsev), a partir de mediados del siglo XIX, se conservaban las siguientes:
- Barmas del zar Alejo I de confección griega - II mitad del siglo XVII, Estambul. Hechas en Constantinopla por orden del rey. Este es un collar redondo de seda adornado con siete medallones preciosos. Los centros de los medallones son planchas redondas de oro, sobre las que se ejecutan composiciones religiosas con esmaltes multicolores, transparentes y opacos.
- Antiguas barmas bordadas del zar Miguel I. Tela - satén, del siglo XII, confeccionada en Italia y la costura en Rusia. 1629-1645.
- Antiguas barmas bordadas.
- Antiguos lingotes de oro del tesoro de la antigua Riazán.[6]

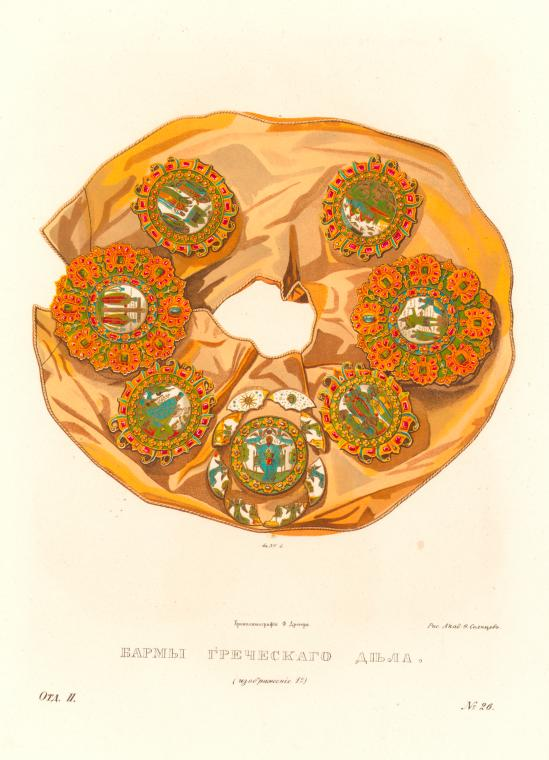
Barma del zar Аlejo I.
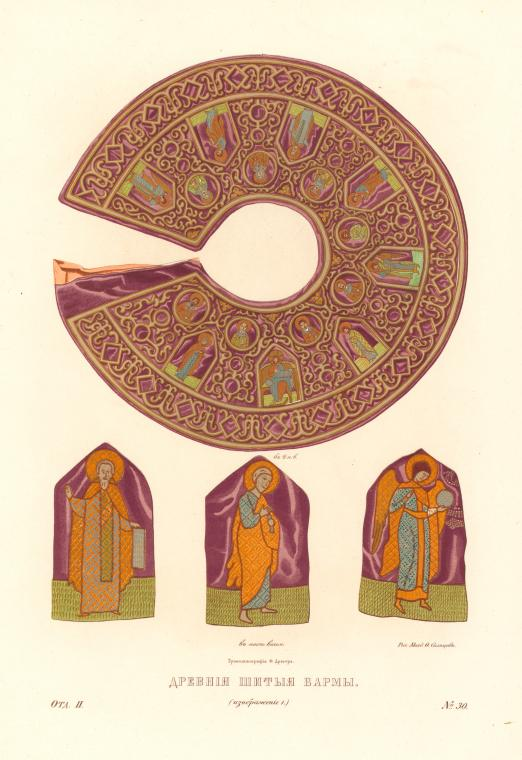
Barma del zar Miguel I.
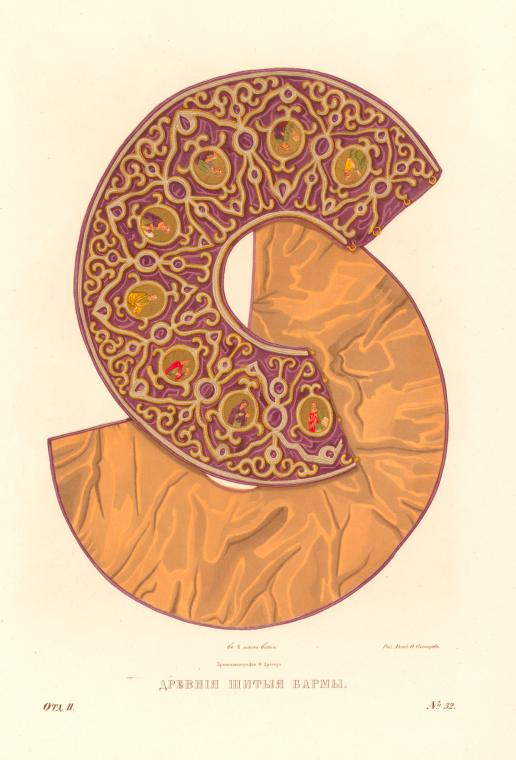
Antiguas barmas bordadas.
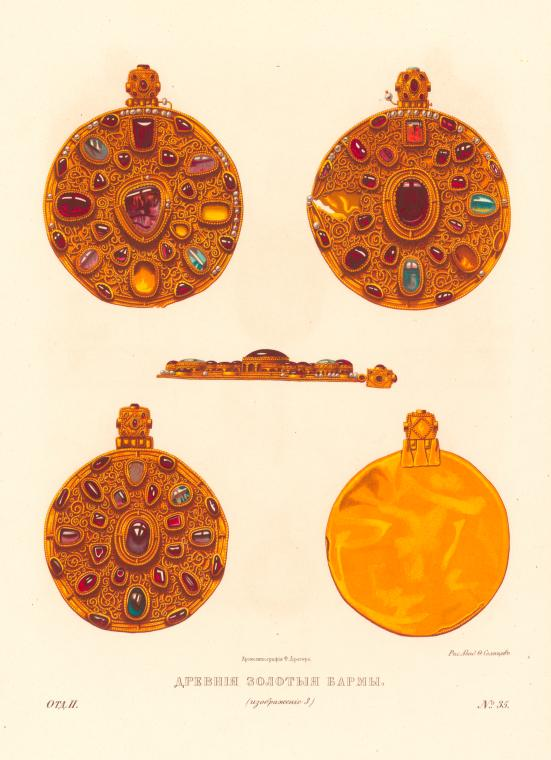
Piezas de los barmas encontrados en la antigua Riazán.